# Engy Ghozlan
Engy Ayman Ghozlan —en árabe: إنجي أيمن غزلان, n. 1985— es una activista social y periodista egipcia que llama la atención sobre el acoso sexual de las mujeres en las calles de Egipto. Desde 2005 es una gestora de proyecto en la organización no gubernamental conocida como Centro Egipcio por los Derechos de la Mujer (ECWR) y activamente realiza esfuerzos para hacer que su país sea más seguro para las mujeres. Ghozlan es conocida como «la voz y el rostro» de los intentos de erradicar el acoso hacia las mujeres en Egipto.
Ghozlan es la cofundadora de HarassMap, creada en 2010, una organización de voluntarios que emplea tecnología digital y en línea para reportar incidentes de acoso sexual hacia mujeres en Egipto. Después del lanzamiento inicial de HarassMap a través de ECWR, Ghozlan y su cofundadora, Rebecca Chiao, dejaron la organización para dedicarse a dicho proyecto de forma independiente.

## Biografía
Engy Ghozlan nació en El Cairo en 1985. Asistió a la Universidad de El Cairo y obtuvo un título de grado en Comunicación Social en 2007. Sufrió personalmente el trauma del acoso sexual en silencio, pero más tarde llevó a cabo acciones para enfrentar el problema. Se unió al Centro Egipcio por los Derechos de la Mujer, que había iniciado la campaña contra el acoso hacia la mujer.
En 2005 el ECWR dirigió un estudio para recopilar datos sobre el alcance del problema. La encuesta, que abarcó a 2800 mujeres en El Cairo y en cinco provincias egipcias, reveló que un 33 % de las mujeres se enfrentaban al acoso sexual a diario sin reportarlo, ya que temían que los valores sociales de Egipto no las apoyaran. También reveló que algunas mujeres se culpan a sí mismas por el acoso. El acoso sexual fue definido como «contacto físico inapropiado» —40 % de las respuestas— e «insinuaciones verbales» —30 % de las respuestas— Una encuesta siguiente, dirigida a los varones reveló que dos tercios «admitió acosar a mujeres de forma rutinaria». El Centro Egipcio para los Derechos de la Mujer apoya la creación de leyes antiacoso, pero HarassMap piensa que las leyes que ya existen no se están implementando adecuadamente.
En 2008 Ghozlan elaboró una campaña mediática llamada «Haciendo las calles de Egipto seguras para todos». Concedió entrevistas en línea, en televisión y a través de los periódicos para hacer tomar conciencia al público egipcio sobre lo que constituye el acoso sexual, dado que al país le hace falta una «definición clara y legal» del término. En una ocasión replicó a un entrevistador de Middle East Online, que citó una estadística del Ministerio del Interior egipcio, que afirmaba que veinte mil mujeres eran violadas anualmente en el país, que  el número estaría más cerca de doscientas mil, dado que la mayoría de los ataques no eran denunciados.
Ghozlan también trabaja para la Corporación Alemana para la Cooperación Internacional promoviendo su proyecto sobre los derechos de la mujer, en asociación con once ONGs de la Red de Organizaciones para los Derechos de la Mujer, en relación con reformas legales y acoso hacia las mujeres. Continúa trabajando para HarassMap en su programa de ampliación de la comunidad. Está representada en numerosas «coaliciones de jóvenes feministas egipcias». El 8 de marzo de 2012, el Día Internacional de la Mujer, participó de una manifestación con el fin de pedir mayor participación política para las mujeres, junto con igualdad, dignidad y esperanza para el futuro.

### Participación en la Revolución egipcia
Ghozlan participó activamente de la Revolución egipcia de 2011 en la plaza de la Liberación. Este evento, auspiciado en las redes sociales (Facebook), atrajo participantes de todo Egipto, y un gran número de mujeres participó para tumbar el gobierno de Hosni Mubarak, el entonces presidente. Ghozlan, en ese entonces, no observó interacciones entre varones y mujeres en los días previos a la caída de Mubarak, dado que todos dormían en carpas en la plaza. Sin embargo, cuando dejó el poder, muchas de las mujeres que participaban de la protesta fueron atacadas sexualmente por un grupo de hombres que les dijo que fueran «a la casa, donde pertenecen». Debido a estos incidentes, Ghozlan considera que los problemas sociales de Egipto no han cambiado después de la revolución. En una entrevista con la BBC, narró los hechos: «Cerca de cien extremistas religiosos nos gritaban para que saliéramos de Tahrir y comenzaron a perseguirnos. Era en verdad caótico. En la revolución estábamos todos unidos y queríamos que el sistema se fuera, pero nuestro comportamiento social no ha cambiado». Según Ghozlan, hubo diecinueve ataques en grupo hacia mujeres en la plaza Tahrir el 25 de enero de 2011.
Sobre el caso de violación en grupo de Delhi en 2012 y su impacto en Egipto, Ghozlan observó «cómo un grupo de hombres puede juntarse y decidir esto en este lugar público, cuando están en un autobús como en la violación de Delhi, o en una plaza, como en El Cairo, que van a violar a esa mujer en público y escaparse con esa mentalidad de grupo, pensando en eso, la impunidad, que no habrá castigo, que pueden escaparse con eso».